# It - bienvenidos a Derry
It: bienvenidos a Derry (en inglés: It: Welcome to Derry) es una próxima serie de televisión estadounidense de terror sobrenatural basada en la novela de Stephen King de 1986 It y que sirve como precuela de las películas It (2017) e It Capítulo Dos (2019). La serie fue desarrollada por Andy Muschietti, Barbara Muschietti y Jason Fuchs, quienes estuvieron involucrados en las películas de It. Está protagonizada por Jovan Adepo, Chris Chalk, Taylour Paige, James Remar y Stephen Rider, con Bill Skarsgård retomando su papel como Pennywise el Payaso de las películas.
It: bienvenidos a Derry está programada para estrenarse en octubre de 2025 en HBO con nueve episodios.

## Premisa
En 1962, una pareja con su hijo se muda a Derry, Maine, justo cuando una niña desaparece. Con su llegada, cosas muy malas comienzan a suceder en el pueblo.

## Reparto y personajes

### Principal
- Taylour Paige como Charlotte Hanlon[2]
- Jovan Adepo como Leroy Hanlon[2]
- Chris Chalk como Dick Hallorann[2]
- James Remar
- Stephen Rider
- Madeleine Stowe
- Rudy Mancuso
- Bill Skarsgård como Pennywise el Payaso

### Recurrente
- Dean Yool
- Alixandra Fuchs
- Kimberly Norris Guerrero
- Tyner Rushing
- Dorian Grey
- Thomas Mitchell
- BJ Harrison
- Peter Outerbridge
- Shane Marriott
- Chad Rook
- Joshua Odjick
- Morningstar Angeline

## Episodios

### Temporada 1 (2025–2026)
| N.º | Título | Dirigido por    | Escrito por                       | Fecha de lanzamiento original |
| --- | ------ | --------------- | --------------------------------- | ----------------------------- |
| 1   | —      | Andy Muschietti | Jason Fuchs                       | octubre de 2025               |
| 2   | —      | Andy Muschietti | Austin Guzman                     | 2025                          |
| 3   | —      | Andy Muschietti | Guadalis Del Carmen & Gabe Hobson | 2025                          |

## Producción

### Desarrollo
En marzo de 2022, Variety informó que Andy Muschietti, Barbara Muschietti y Jason Fuchs estaban desarrollando y sirviendo como productores ejecutivos de una serie de televisión precuela de la película It (2017) para HBO Max titulada Welcome to Derry, que se desarrollaría en la década de 1960 antes de los eventos de la película y también incluiría la historia de origen de Pennywise el Payaso. Recibió un compromiso de producción en noviembre de 2022, y Fuchs y Brad Caleb Kane fueron contratados como co-showrunners. En febrero de 2023, la La serie recibió luz verde y se informó que Andy Muschietti dirigiría varios episodios, incluido el piloto, con Fuchs como guionista. Bill Skarsgård será un productor ejecutivo.

### Guion
En enero de 2025, en una entrevista con Radio TU, Andy Muschietti reveló detalles sobre el material original y los planes a largo plazo. Explicó que la serie se basa en los capítulos intermedios de la novela It. También indicó que se prevén tres temporadas, ambientadas en 1962, 1935 y 1908, respectivamente. "Hay una razón por la que la historia se cuenta al revés", añadió.

### Casting
En abril de 2023, Jovan Adepo, Chris Chalk, Taylour Paige y James Remar se unieron al elenco en papeles protagónicos. Además, Stephen Rider se unió como actor regular de la serie y Madeleine Stowe como invitada recurrente. En mayo de 2024, Bill Skarsgård fue elegido para protagonizar la serie, retomando su papel de Pennywise el Payaso. En junio de 2025, Alixandra Fuchs, Kimberly Guerrero, Dorian Grey, Thomas Mitchell, BJ Harrison, Peter Outerbridge, Shane Marriott, Chad Rook, Joshua Odjick y Morningstar Angeline fueron elegidos para papeles recurrentes. En julio, Rudy Mancuso se unió al reparto en un papel recurrente.

### Rodaje
La fotografía principal comenzó en Toronto, Hamilton y Port Hope en mayo de 2023, bajo el título de rodaje Greetings from Fairview, y se esperaba que continuara hasta diciembre. Las escenas se rodaron en la Delta Secondary School. A mediados de julio de 2023, la producción se suspendió debido a la huelga SAG-AFTRA. En agosto de 2024, se informó que la producción de la primera temporada había concluido, y se reveló que la serie se titularía It: bienvenidos a Derry. La primera temporada constará de nueve episodios, con Andy Muschietti dirigiendo los cuatro primeros.

### Música
En mayo de 2025, se informó que Benjamin Wallfisch compondría la música de la serie. Wallfisch ya había compuesto la banda sonora de las películas de It.

## Estreno
It: bienvenidos a Derry está programada para estrenarse en HBO en octubre de 2025 con nueve episodios. Anteriormente estaba previsto su emisión exclusiva en HBO Max.